# Repesca OFC-Conmebol por la clasificación para la Copa Mundial de Fútbol de 2002
La Repesca entre OFC y Conmebol por la clasificación para la Copa Mundial de Fútbol de 2002 se desarrolló en dos partidos de ida y vuelta, entre Uruguay, que ocupó el quinto puesto del torneo clasificatorio de la Conmebol y Australia, equipo ganador de la clasificación de la OFC.
Los partidos se disputaron el 20 y 25 de noviembre de 2001.

## Antecedentes
Esta fue la tercera repesca intercontinental consecutiva para Australia, que ya la había disputado antes para el Mundial de Estados Unidos 1994, perdiendo contra Argentina por 2 a 1 en el marcador global y la clasificatoria para el Mundial de Francia 1998, empatando contra Irán por 3 a 3 en el marcador global, pero clasificando el combinado iraní por la regla del gol de visitante.
Fue también, el primer repechaje intercontinental para Uruguay.

## Partidos

### Ida
| 1          | POR        | Mark Schwarzer |     |
| 2          | DEF        | Kevin Muscat   |     |
| 14         | DEF        | Shaun Murphy   |     |
| 3          | DEF        | Craig Moore    |     |
| 5          | DEF        | Tony Vidmar    |     |
| 7          | MED        | Brett Emerton  |     |
| 4          | MED        | Paul Okon      |     |
| 8          | MED        | Josip Skoko    |     |
| 11         | MED        | Stan Lazaridis | 45' |
| 9          | DEL        | Mark Viduka    |     |
| 10         | DEL        | Harry Kewell   |     |
| Entrenador | Entrenador | Frank Farina   |     |

| 1          | POR        | Fabián Carini         |     |
| 2          | DEF        | Washington Tais       |     |
| 3          | DEF        | Alejandro Lembo       |     |
| 4          | DEF        | Paolo Montero         |     |
| 6          | DEF        | Darío Rodríguez       |     |
| 8          | MED        | Gonzalo de los Santos |     |
| 5          | MED        | Pablo García          |     |
| 7          | MED        | Gianni Guigou         |     |
| 20         | MED        | Álvaro Recoba         |     |
| 19         | DEL        | Javier Chevanton      | 77' |
| 11         | DEL        | Federico Magallanes   | 71' |
| Entrenador | Entrenador | Víctor Púa            |     |

| 18 | DEL | Paul Agostino | 45' |

| 16 | MED | Guillermo Giacomazzi | 71' |
| 15 | DEL | Mario Regueiro       | 77' |

| Anotado · Penal | 78' | Kevin Muscat | 1–0 |

| Amonestado | 85' | Kevin Muscat |

| Amonestado | 34' | Darío Rodríguez       |
| Expulsado  | 68' | Gonzalo de los Santos |

| Árbitro             | Graziano Cesari  |
| Árbitros asistentes | Marco Ivaldi     |
| Árbitros asistentes | Aniello di Mauro |
| Cuarto árbitro      | Cosimo Bolognino |

| 1          | POR        | Mark Schwarzer |     |
| 2          | DEF        | Kevin Muscat   |     |
| 14         | DEF        | Shaun Murphy   |     |
| 3          | DEF        | Craig Moore    |     |
| 5          | DEF        | Tony Vidmar    |     |
| 7          | MED        | Brett Emerton  |     |
| 4          | MED        | Paul Okon      |     |
| 8          | MED        | Josip Skoko    |     |
| 11         | MED        | Stan Lazaridis | 45' |
| 9          | DEL        | Mark Viduka    |     |
| 10         | DEL        | Harry Kewell   |     |
| Entrenador | Entrenador | Frank Farina   |     |

| 1          | POR        | Fabián Carini         |     |
| 2          | DEF        | Washington Tais       |     |
| 3          | DEF        | Alejandro Lembo       |     |
| 4          | DEF        | Paolo Montero         |     |
| 6          | DEF        | Darío Rodríguez       |     |
| 8          | MED        | Gonzalo de los Santos |     |
| 5          | MED        | Pablo García          |     |
| 7          | MED        | Gianni Guigou         |     |
| 20         | MED        | Álvaro Recoba         |     |
| 19         | DEL        | Javier Chevanton      | 77' |
| 11         | DEL        | Federico Magallanes   | 71' |
| Entrenador | Entrenador | Víctor Púa            |     |

| 18 | DEL | Paul Agostino | 45' |

| 16 | MED | Guillermo Giacomazzi | 71' |
| 15 | DEL | Mario Regueiro       | 77' |

| Anotado · Penal | 78' | Kevin Muscat | 1–0 |

| Amonestado | 85' | Kevin Muscat |

| Amonestado | 34' | Darío Rodríguez       |
| Expulsado  | 68' | Gonzalo de los Santos |

| Árbitro             | Graziano Cesari  |
| Árbitros asistentes | Marco Ivaldi     |
| Árbitros asistentes | Aniello di Mauro |
| Cuarto árbitro      | Cosimo Bolognino |

### Vuelta
| 1          | POR        | Fabián Carini       |     |
| 2          | DEF        | Washington Tais     |     |
| 3          | DEF        | Alejandro Lembo     |     |
| 4          | DEF        | Paolo Montero       |     |
| 6          | DEF        | Darío Rodríguez     |     |
| 5          | MED        | Pablo García        |     |
| 7          | MED        | Gianni Guigou       |     |
| 10         | MED        | Mario Regueiro      | 64' |
| 20         | MED        | Álvaro Recoba       |     |
| 9          | DEL        | Darío Silva         | 81' |
| 11         | DEL        | Federico Magallanes | 65' |
| Entrenador | Entrenador | Víctor Púa          |     |

| 1          | POR        | Mark Schwarzer |     |
| 2          | DEF        | Kevin Muscat   | 62' |
| 14         | DEF        | Shaun Murphy   | 81' |
| 3          | DEF        | Craig Moore    |     |
| 5          | DEF        | Tony Vidmar    |     |
| 7          | MED        | Brett Emerton  |     |
| 4          | MED        | Paul Okon      |     |
| 8          | MED        | Josip Skoko    |     |
| 11         | MED        | Stan Lazaridis |     |
| 9          | DEL        | Mark Viduka    |     |
| 10         | DEL        | Harry Kewell   |     |
| Entrenador | Entrenador | Frank Farina   |     |

| 8  | MED | Gonzalo de los Santos | 64' |
| 18 | DEL | Richard Morales       | 65' |
| 14 | DEF | Gonzalo Sorondo       | 81' |

| 18 | DEL | Paul Agostino | 62' |
| 21 | DEL | John Aloisi   | 81' |

| Anotado | 14' | Darío Silva     | 1–0 |
| Anotado | 70' | Richard Morales | 2–0 |
| Anotado | 90' | Richard Morales | 3–0 |

| Amonestado | 10'   | Mario Regueiro        |
| Amonestado | 66'   | Pablo García          |
| Amonestado | 70'   | Richard Morales       |
| Amonestado | 80'   | Gonzalo de los Santos |
| Amonestado | 81'   | Darío Silva           |
| Amonestado | 85'   | Washington Tais       |
| Amonestado | 90'+3 | Fabián Carini         |

| Amonestado | 32' | Kevin Muscat |

| Árbitro             | Ali Bujsaim          |
| Árbitros asistentes | Ahmed Yaqqob Mohamed |
| Árbitros asistentes | Ali Abdulla Makhlouf |
| Cuarto árbitro      | Musallam Al Bloushi  |

| 1          | POR        | Fabián Carini       |     |
| 2          | DEF        | Washington Tais     |     |
| 3          | DEF        | Alejandro Lembo     |     |
| 4          | DEF        | Paolo Montero       |     |
| 6          | DEF        | Darío Rodríguez     |     |
| 5          | MED        | Pablo García        |     |
| 7          | MED        | Gianni Guigou       |     |
| 10         | MED        | Mario Regueiro      | 64' |
| 20         | MED        | Álvaro Recoba       |     |
| 9          | DEL        | Darío Silva         | 81' |
| 11         | DEL        | Federico Magallanes | 65' |
| Entrenador | Entrenador | Víctor Púa          |     |

| 1          | POR        | Mark Schwarzer |     |
| 2          | DEF        | Kevin Muscat   | 62' |
| 14         | DEF        | Shaun Murphy   | 81' |
| 3          | DEF        | Craig Moore    |     |
| 5          | DEF        | Tony Vidmar    |     |
| 7          | MED        | Brett Emerton  |     |
| 4          | MED        | Paul Okon      |     |
| 8          | MED        | Josip Skoko    |     |
| 11         | MED        | Stan Lazaridis |     |
| 9          | DEL        | Mark Viduka    |     |
| 10         | DEL        | Harry Kewell   |     |
| Entrenador | Entrenador | Frank Farina   |     |

| 8  | MED | Gonzalo de los Santos | 64' |
| 18 | DEL | Richard Morales       | 65' |
| 14 | DEF | Gonzalo Sorondo       | 81' |

| 18 | DEL | Paul Agostino | 62' |
| 21 | DEL | John Aloisi   | 81' |

| Anotado | 14' | Darío Silva     | 1–0 |
| Anotado | 70' | Richard Morales | 2–0 |
| Anotado | 90' | Richard Morales | 3–0 |

| Amonestado | 10'   | Mario Regueiro        |
| Amonestado | 66'   | Pablo García          |
| Amonestado | 70'   | Richard Morales       |
| Amonestado | 80'   | Gonzalo de los Santos |
| Amonestado | 81'   | Darío Silva           |
| Amonestado | 85'   | Washington Tais       |
| Amonestado | 90'+3 | Fabián Carini         |

| Amonestado | 32' | Kevin Muscat |

| Árbitro             | Ali Bujsaim          |
| Árbitros asistentes | Ahmed Yaqqob Mohamed |
| Árbitros asistentes | Ali Abdulla Makhlouf |
| Cuarto árbitro      | Musallam Al Bloushi  |

## Clasificado
| Bandera de Uruguay |
| Uruguay            |
| 10.ª participación |